# Station Valdaora-Anterselva Olang-Antholz
Station Valdaora-Anterselva Olang-Antholz is een spoorwegstation aan de Pustertalspoorlijn tussen de gemeenten Olang en Rasen-Antholz (Italië-Zuid-Tirol).
De stationsnaam wordt volgens de regels van Trenitalia in het Italiaans aangegeven, gevolgd door het Duits als lokale taal.